# Будникова, Алина Нестеровна
Бу́дникова Али́на Не́сторовна (19 июля 1942, Москва — 10 февраля 2013, там же) — художник по костюмам советского, затем российского кино и телевидения.

## Биография
Алина Нестеровна Будникова родилась 19 июля 1942 года в Москве.
В 1964 году окончила Московское театральное художественно-техническое училище по специальности «Художник по костюмам». Некоторое время работала в модельном агентстве Вячеслава Зайцева.
С 1970 года работала художником по костюмам на киностудии «Мосфильм». Работала в рекламном агентстве «Premiere SV». Участвовала в работе над телепроектами «Старые песни о главном» (ОРТ), «Русский проект» (ОРТ), «Десять песен о Москве» (НТВ).
В качестве художника по костюмам оформила более 32 фильмов. Также играла в кино эпизодические роли.
Последние годы жила одиноко. В начале февраля 2013 года Будникова была госпитализирована в одну из московских больниц в критическом состоянии. Пять дней врачи боролись за её жизнь, но их усилия не увенчались успехом.
Алина Нестеровна скончалась 10 февраля 2013 года от инсульта.

## Фильмография

### Художник по костюмам
- 1969 — Гори, гори, моя звезда (совместно с А. Докучаевой)
- 1970 — Белорусский вокзал
- 1970 — Город первой любви (новелла «Сталинград»)
- 1973 — Земля Санникова
- 1974 — Свой среди чужих, чужой среди своих
- 1976 — Восхождение
- 1976 — Раба любви (совместно с Н. Мартыновой)
- 1979 — Экипаж
- 1980 — Старый Новый год
- 1981 — С вечера до полудня
- 1982 — Покровские ворота
- 1983 — Мэри Поппинс, до свидания
- 1985 — Странная история доктора Джекила и мистера Хайда
- 1986 — Там, где нас нет
- 1987 — На исходе ночи
- 1988 — Осень, Чертаново…
- 1989 — Интердевочка
- 1989 — Комедия о Лисистрате
- 1990 — Сукины дети
- 1991 — Дом свиданий (т/фильм)
- 1991 — Чокнутые
- 1992 — Увидеть Париж и умереть
- 1995 — Старые песни о главном (т/фильм)
- 1996 — Ревизор
- 1997 — Старые песни о главном 2 (т/фильм)
- 2000 — Свадьба
- 2000 — С новым счастьем!
- 2001 — На углу у Патриарших 2 (т/сериал)
- 2002 — Закон (т/сериал)
- 2002 — Каменская 2 (т/сериал)
- 2002 — Олигарх
- 2002 — Театральный роман
- 2003 — Каменская 3 (т/сериал)
- 2004 — Русское (совместно с Л. Илюткиной)
- 2006 — Большая любовь
- 2008 — Московский жиголо
- 2008 — Пари

### Роли в кино
- 1974 — Свой среди чужих, чужой среди своих — дама из воспоминаний атамана Брылова

## Награды
- Премии «Ника» за лучшую работу художника по костюмам: (1996 г., фильм «Ревизор»)